# Кина на Летњим олимпијским играма 2024.
Народна Република Кина се такмичила на Љетњим олимпијским играма 2024. у Паризу од 26. јула до 11. августа 2024. године То је био дванаести наступ нације на Летњим олимпијским играма од њеног дебија 1952. године. Међутим, Кина није учествовала у следећих седам игара: 1956. ; нација је била одсутна 1960. и 1964. због спора са Тајваном; 1968; 1972. због проблема са ГАНЕФО-ом; 1976. због бојкота Републике Кине; и 1980, придруживши се бојкоту предвођеним САД. Нација је учествовала на свим Олимпијским играма од Љетњих Олимпијских игара 1984. године.
Кина се такмичила у свим спортовима осим у фудбалу и рукомету.
Кина је Љетње олимпијске игре 2024. завршила са 91 медаљом, укључујући 40 златних, 27 сребрних и 24 бронзане медаље. Овај учинак их је изједначио са Сједињеним Америчким Државама због највише златних медаља међу НОК-има, а Кина је завршила на другом мјесту на табели медаља због мање сребра. Поред тога, Кина је постала једина земља, поред Сједињених Америчких Држава и бившег Совјетског Савеза, која је освојила највише златних медаља на Летњим олимпијским играма одржаним ван њихове земље. Ово достигнуће такође представља нови рекорд за највећи број златних медаља које је Кина освојила на Олимпијским играма одржаним ван њиховог матичног терена, што је побољшање за једно злато у односу на њихов учинак на Љетњим олимпијским играма 2012. у Лондону.

## Освајачи медаља
| Медаља | Име такмичара | Спорт            | Догађај                                                              | Датум      |
| ------ | --- | ---------------- | -------------------------------------------------------------------- | ---------- |
|        | Huang Yuting Sheng Lihao | Стрељаштво       | Мјешовити тим ваздушна пушка на 10 метара                            | 27. јул    |
|        | Chang Yani Chen Yiwen | Скокови у воду   | Women's synchronized 3 m springboard                                 | 27. јул    |
|        | Xie Yu | Стрељаштво       | Men's 10 m air pistol                                                | 28. јул    |
|        | Lian Junjie Yang Hao | Скокови у воду   | Men's synchronized 10 m platform                                     | 29. јул    |
|        | Sheng Lihao | Стрељаштво       | Men's 10 m air rifle                                                 | 29. јул    |
|        | Wang Chuqin Sun Yingsha | Стони тенис      | Mixed doubles                                                        | 30. јул    |
|        | Chen Yuxi Quan Hongchan | Скокови у воду   | Women's synchronized 10 m platform                                   | 31. јул    |
|        | Deng Yawen | Бициклизам       | Women's BMX freestyle                                                | 31. јул    |
|        | Pan Zhanle | Пливање          | Men's 100 m freestyle                                                | 31. јул    |
|        | Liu Yukun | Стрељаштво       | Men's 50 m rifle three positions                                     | 1. август  |
|        | Yang Jiayu | Атлетика         | Women's 20 km walk                                                   | 1. август  |
|        | Long Daoyi Wang Zongyuan | Скокови у воду   | Men's synchronized 3 m springboard                                   | 2. август  |
|        | Zheng Siwei Huang Yaqiong | Бадминтон        | Мјешовити парови                                                     | 2. август  |
|        | Chen Meng | Стони тенис      | Жене појединачно                                                     | 3. август  |
|        | Chen Qingchen Jia Yifan | Бадминтон        | Women's doubles                                                      | 3. август  |
|        | Zheng Qinwen | Тенис            | Тенис на Летњим олимпијским играма 2024 — жене појединачно           | 3. август  |
|        | Fan Zhendong | Стони тенис      | Стони тенис на Летњим олимпијским играма 2024 — мушкарци појединачно | 4. август  |
|        | Liu Yang | Гимнастика       | Men's rings                                                          | 4. август  |
|        | Xu Jiayu Qin Haiyang Sun Jiajun Pan Zhanle Wang Changhao[a] | Пливање          | Men's 4 × 100 m medley relay                                         | 4. август  |
|        | Li Yuehong | Стрељаштво       | Men's 25 m rapid fire pistol                                         | 5. август  |
|        | Zou Jingyuan | Гимнастика       | Men's parallel bars                                                  | 5. август  |
|        | Quan Hongchan | Скокови у воду   | Women's 10 m platform                                                | 6. август  |
|        | Li Fabin | Дизање тегова    | Men's 61 kg                                                          | 7. август  |
|        | Chang Hao Feng Yu Wang Ciyue Wang Liuyi Wang Qianyi Xiang Binxuan Xiao Yanning Zhang Yayi | Синхроно пливање | Team event                                                           | 7. август  |
|        | Hou Zhihui | Дизање тегова    | Women's 49 kg                                                        | 7. август  |
|        | Liu Hao Ji Bowen | Вожња кануом     | Men's C-2 500 m                                                      | 8. август  |
|        | Xie Siyi | Скокови у воду   | Men's 3 m springboard                                                | 8. август  |
|        | Luo Shifang | Дизање тегова    | Women's 59 kg                                                        | 8. август  |
|        | Chang Yuan | Бокс             | Women's 54 kg                                                        | 8. август  |
|        | Xu Shixiao Sun Mengya | Вожња кануом     | Women's C-2 500 m                                                    | 9. август  |
|        | Chen Yiwen | Скокови у воду   | Women's 3 m springboard                                              | 9. август  |
|        | Fan Zhendong Ma Long Wang Chuqin | Стони тенис      | Мушки тим                                                            | 9. август  |
|        | Wu Yu | Бокс             | Women's 50 kg                                                        | 9. август  |
|        | Liu Huanhua | Дизање тегова    | Men's 102 kg                                                         | 10. август |
|        | Ding Xinyi Guo Qiqi Hao Ting Huang Zhangjiayang Pu Yanzhu Wang Lanjing | Гимнастика       | Women's rhythmic group all-around                                    | 10. август |
|        | Cao Yuan | Скокови у воду   | Men's 10 m platform                                                  | 10. август |
|        | Chen Meng Sun Yingsha Wang Manyu | Стони тенис      | Женски тим                                                           | 10. август |
|        | Wang Liuyi Wang Qianyi | Синхроно пливање | Duet                                                                 | 10. август |
|        | Li Qian | Бокс             | Women's 75 kg                                                        | 10. август |
|        | Li Wenwen | Дизање тегова    | Women's +81 kg                                                       | 11. август |
| 2      | An Qixuan Li Jiaman Yang Xiaolei | Стреличарство    | Women's team                                                         | 28. јул    |
| 2      | Huang Yuting | Стрељаштво       | Women's 10 m air rifle                                               | 29. јул    |
| 2      | Liu Yang Su Weide Xiao Ruoteng Zhang Boheng Zou Jingyuan | Гимнастика       | Men's artistic team all-around                                       | 29. јул    |
| 2      | Xu Jiayu | Пливање          | Men's 100 m backstroke                                               | 29. јул    |
| 2      | Tang Qianting | Пливање          | Women's 100 m breaststroke                                           | 29. јул    |
| 2      | Qi Ying | Стрељаштво       | Men's trap                                                           | 30. јул    |
| 2      | Zhang Boheng | Гимнастика       | Men's artistic individual all-around                                 | 31. јул    |
| 2      | Wang Zisai | Гимнастика       | Men's trampoline                                                     | 2. август  |
| 2      | Wang Xinyu Zhang Zhizhen | Тенис            | Мешовити пар                                                         | 2. август  |
| 2      | Sun Yingsha | Стони тенис      | Жене појединачно                                                     | 3. август  |
| 2      | Liu Shengshu Tan Ning | Бадминтон        | Women's doubles                                                      | 3. август  |
| 2      | Qin Haiyang Yang Junxuan Xu Jiayu Pan Zhanle[a] Tang Qianting[a] Zhang Yufei | Пливање          | Mixed 4 × 100 m medley relay                                         | 3. август  |
| 2      | Zou Jingyuan | Гимнастика       | Men's rings                                                          | 4. август  |
| 2      | Qiu Qiyuan | Гимнастика       | Women's uneven bars                                                  | 4. август  |
| 2      | Liang Weikeng Wang Chang | Бадминтон        | Men's doubles                                                        | 4. август  |
| 2      | He Bingjiao | Бадминтон        | Women's singles                                                      | 5. август  |
| 2      | Zhou Yaqin | Гимнастика       | Women's balance beam                                                 | 5. август  |
| 2      | Feng Bin | Атлетика         | Women's discus throw                                                 | 5. август  |
| 2      | Chen Yuxi | Скокови у воду   | Women's 10 m platform                                                | 6. август  |
| 2      | Cao Liguo | Дизање тегова    | Men's Greco-Roman 60 kg                                              | 6. август  |
| 2      | Yang Wenlu | Бокс             | Women's 60 kg                                                        | 6. август  |
| 2      | Deng Lijuan | Спортско пењање  | Women's speed                                                        | 7. август  |
| 2      | Guo Qing | Теквондо         | Women's 49 kg                                                        | 7. август  |
| 2      | Wu Peng | Спортско пењање  | Men's speed                                                          | 8. август  |
| 2      | Wang Zongyuan | Скокови у воду   | Men's 3 m springboard                                                | 8. август  |
| 2      | China women's national field hockey team - Ye Jiao - Gu Bingfeng - Yang Liu - Zhang Ying - Chen Yi - Ma Ning - Li Hong - Ou Zixia - Dan Wen - Zou Meirong - He Jiangxin - Fan Yunxia - Chen Yang - Xu Wenyu - Zhong Jiaqi - Tan Jinzhuang - Yu Anhui | Хокеј на трави   | Women's tournament                                                   | 9. август  |
| 2      | Yang Liu | Бокс             | Women's 66 kg                                                        | 9. август  |
| 3      | Cheng Yujie Wu Qingfeng Yang Junxuan Yu Yiting[a] Zhang Yufei | Пливање          | Women's 4 × 100 m freestyle relay                                    | 27. јул    |
| 3      | Zhang Yufei | Пливање          | Women's 100 m butterfly                                              | 28. јул    |
| 3      | Xiao Ruoteng | Гимнастика       | Men's artistic individual all-around                                 | 31. јул    |
| 3      | Ma Zhenzhao | Џудо             | Women's 78 kg                                                        | 1. август  |
| 3      | Zhang Yufei | Пливање          | Women's 200 m butterfly                                              | 1. август  |
| 3      | Ge Chutong Kong Yaqi[a] Li Bingjie Liu Yaxin Tang Muhan[a] Yang Junxuan | Пливање          | Women's 4 × 200 m freestyle relay                                    | 1. август  |
| 3      | Zhang Qiongyue | Стрељаштво       | Women's 50 m rifle three positions                                   | 2. август  |
| 3      | Yan Langyu | Гимнастика       | Men's trampoline                                                     | 2. август  |
| 3      | Wang Shun | Пливање          | Men's 200 m individual medley                                        | 2. август  |
| 3      | Zhang Yufei | Пливање          | Women's 50 m freestyle                                               | 4. август  |
| 3      | Wan Letian Tang Qianting Zhang Yufei Yang Junxuan Wang Xue'er[a] Yu Yiting[a] Wu Qingfeng[a] | Пливање          | Women's 4 × 100 m medley relay                                       | 4. август  |
| 3      | Wang Xinjie | Стрељаштво       | Men's 25 m rapid fire pistol                                         | 5. август  |
| 3      | Zhang Boheng | Гимнастика       | Men's horizontal bar                                                 | 5. август  |
| 3      | Jiang Yiting Lyu Jianlin | Стрељаштво       | Mixed skeet team                                                     | 5. август  |
| 3      | Meng Lingzhe | Хрвање           | Men's Greco-Roman 130 kg                                             | 6. август  |
| 3      | Zhao Jie | Атлетика         | Women's hammer throw                                                 | 6. август  |
| 3      | Feng Ziqi | Хрвање           | Women's freestyle 50 kg                                              | 7. август  |
| 3      | Pang Qianyu | Хрвање           | Women's freestyle 53 kg                                              | 8. август  |
| 3      | Liang Yushuai | Теквондо         | Men's 68 kg                                                          | 8. август  |
| 3      | Chang Yani | Скокови у воду   | Women's 3 m springboard                                              | 9. август  |
| 3      | Song Jiayuan | Атлетика         | Women's shot put                                                     | 9. август  |
| 3      | Hong Kexin | Хрвање           | Women's freestyle 57 kg                                              | 9. август  |
| 3      | Liu Qingyi | Брејкденс        | B-Girls                                                              | 9. август  |
| 3      | Lin Xiyu | Голф             | Women's individual                                                   | 10. август |

| Број медаља по спорту | Број медаља по спорту | Број медаља по спорту | Број медаља по спорту | Број медаља по спорту |
| --------------------- | --------------------- | --------------------- | --------------------- | --------------------- |
| Спорт                 |                       | 2                     | 3                     | Укупно                |
| Скокови у воду        | 8                     | 2                     | 1                     | 11                    |
| Стрељаштво            | 5                     | 2                     | 3                     | 10                    |
| Стони тенис           | 5                     | 1                     | 0                     | 6                     |
| Дизање тегова         | 5                     | 0                     | 0                     | 5                     |
| Гимнастика            | 3                     | 6                     | 3                     | 12                    |
| Бокс                  | 3                     | 2                     | 0                     | 5                     |
| Пливање               | 2                     | 3                     | 7                     | 12                    |
| Бадминтон             | 2                     | 3                     | 0                     | 5                     |
| Синхроно пливање      | 2                     | 0                     | 0                     | 2                     |
| Вожња кануом          | 2                     | 0                     | 0                     | 2                     |
| Атлетика              | 1                     | 1                     | 2                     | 4                     |
| Тенис                 | 1                     | 1                     | 0                     | 2                     |
| Бициклизам            | 1                     | 0                     | 0                     | 1                     |
| Спортско пењање       | 0                     | 2                     | 0                     | 2                     |
| Хрвање                | 0                     | 1                     | 4                     | 5                     |
| Текводно              | 0                     | 1                     | 1                     | 2                     |
| Стреличарство         | 0                     | 1                     | 0                     | 1                     |
| Хокеј на трави        | 0                     | 1                     | 0                     | 1                     |
| Брејкденс             | 0                     | 0                     | 1                     | 1                     |
| Голф                  | 0                     | 0                     | 1                     | 1                     |
| Џудо                  | 0                     | 0                     | 1                     | 1                     |
| Total                 | 40                    | 27                    | 24                    | 91                    |

| Медаље по датумима | Медаље по датумима | Медаље по датумима | Медаље по датумима | Медаље по датумима | Медаље по датумима |
| ------------------ | ------------------ | ------------------ | ------------------ | ------------------ | ------------------ |
| Дан                | Датум              |                    | 2                  | 3                  | Total              |
| 1                  | 27. јул            | 2                  | 0                  | 1                  | 3                  |
| 2                  | 28. јул            | 1                  | 1                  | 1                  | 3                  |
| 3                  | 29. јул            | 2                  | 4                  | 0                  | 6                  |
| 4                  | 30. јул            | 1                  | 1                  | 0                  | 2                  |
| 5                  | 31 јул             | 3                  | 1                  | 1                  | 5                  |
| 6                  | 1. август          | 2                  | 0                  | 3                  | 5                  |
| 7                  | 2. август          | 2                  | 2                  | 3                  | 7                  |
| 8                  | 3. август          | 3                  | 3                  | 0                  | 6                  |
| 9                  | 4. август          | 3                  | 3                  | 2                  | 8                  |
| 10                 | 5. август          | 2                  | 3                  | 3                  | 8                  |
| 11                 | 6. август          | 1                  | 3                  | 2                  | 6                  |
| 12                 | 7. август          | 3                  | 2                  | 1                  | 6                  |
| 13                 | 8. август          | 4                  | 2                  | 2                  | 8                  |
| 14                 | 9. август          | 4                  | 2                  | 4                  | 10                 |
| 15                 | 10. август         | 6                  | 0                  | 1                  | 7                  |
| 16                 | 11. август         | 1                  | 0                  | 0                  | 1                  |
| Укупно             | Укупно             | 40                 | 27                 | 24                 | 91                 |

| Медаље по полу   | Медаље по полу | Медаље по полу | Медаље по полу | Медаље по полу | Медаље по полу |
| ---------------- | -------------- | -------------- | -------------- | -------------- | -------------- |
| Пол              |                | 2              | 3              | Укупно         | Проценти       |
| Жене             | 20             | 15             | 16             | 51             | 56.0%          |
| Мушкарци         | 17             | 10             | 7              | 34             | 37.4%          |
| Мјешовити парови | 3              | 2              | 1              | 6              | 6.6%           |
| Укупно           | 40             | 27             | 24             | 91             | 100%           |

| Вишеструки освајачи медаља | Вишеструки освајачи медаља | Вишеструки освајачи медаља | Вишеструки освајачи медаља | Вишеструки освајачи медаља | Вишеструки освајачи медаља | Вишеструки освајачи медаља |
| -------------------------- | -------------------------- | -------------------------- | -------------------------- | -------------------------- | -------------------------- | -------------------------- |
| Име такмичара              | Спорт                      |                            | 2                          | 3                          | Укупно                     |                            |
| Zhang Yufei                | Пливање                    | 0                          | 1                          | 5                          | 6                          |                            |
| Yang Junxuan               | Пливање                    | 0                          | 1                          | 3                          | 4                          |                            |
| Pan Zhanle                 | Пливање                    | 2                          | 1                          | 0                          | 3                          |                            |
| Sun Yingsha                | Стони тенис                | 2                          | 1                          | 0                          | 3                          |                            |
| Xu Jiayu                   | Пливање                    | 1                          | 2                          | 0                          | 3                          |                            |
| Zou Jingyuan               | Гимнастика                 | 1                          | 2                          | 0                          | 3                          |                            |
| Tang Qianting              | Пливање                    | 0                          | 2                          | 1                          | 3                          |                            |
| Zhang Boheng               | Гимнастика                 | 0                          | 2                          | 1                          | 3                          |                            |
| Sheng Lihao                | Стрељаштво                 | 2                          | 0                          | 0                          | 2                          |                            |
| Quan Hongchan              | Скокови у воду             | 2                          | 0                          | 0                          | 2                          |                            |
| Chen Yiwen                 | Скокови у воду             | 2                          | 0                          | 0                          | 2                          |                            |
| Fan Zhendong               | Стони тенис                | 2                          | 0                          | 0                          | 2                          |                            |
| Wang Chuqin                | Стони тенис                | 2                          | 0                          | 0                          | 2                          |                            |
| Chen Meng                  | Стони тенис                | 2                          | 0                          | 0                          | 2                          |                            |
| Wang Liuyi                 | Синхроно пливање           | 2                          | 0                          | 0                          | 2                          |                            |
| Wang Qianyi                | Синхроно пливање           | 2                          | 0                          | 0                          | 2                          |                            |
| Huang Yuting               | Стрељаштво                 | 1                          | 1                          | 0                          | 2                          |                            |
| Qin Haiyang                | Пливање                    | 1                          | 1                          | 0                          | 2                          |                            |
| Liu Yang                   | Гимнастика                 | 1                          | 1                          | 0                          | 2                          |                            |
| Chen Yuxi                  | Скокови у воду             | 1                          | 1                          | 0                          | 2                          |                            |
| Wang Zongyuan              | Скокови у воду             | 1                          | 1                          | 0                          | 2                          |                            |
| Chang Yani                 | Скокови у воду             | 1                          | 0                          | 1                          | 2                          |                            |
| Xiao Ruoteng               | Гимнастика                 | 0                          | 1                          | 1                          | 2                          |                            |
| Yu Yiting                  | Пливање                    | 0                          | 0                          | 2                          | 2                          |                            |
| Wu Qingfeng                | Пливање                    | 0                          | 0                          | 2                          | 2                          |                            |

a  Само спортисти који су учествовали у квалификацијама.

## Учесници по спортовима
Следи списак броја такмичара на Играма. Кина је објавила број такмичара у пливању и скоковима у воду за 18.06.2024. године. 
| Спорт            | Мушкарци | Жене | Укупно |
| ---------------- | -------- | ---- | ------ |
| Атлетика         | 27       | 27   | 54     |
| Бадминтон        | 8        | 8    | 16     |
| Бициклизам       | 5        | 8    | 13     |
| Бокс             | 2        | 6    | 8      |
| Брејкденс        | 1        | 2    | 3      |
| Ватерполо        | 0        | 13   | 13     |
| Веслање          | 2        | 12   | 14     |
| Вожња кануом     | 7        | 11   | 18     |
| Гимнастика       | 7        | 13   | 20     |
| Голф             | 2        | 2    | 4      |
| Дизање тегова    | 3        | 3    | 6      |
| Јахање           | 2        | 0    | 2      |
| Кошарка          | 4        | 16   | 20     |
| Мачевање         | 5        | 7    | 12     |
| Модерни петобој  | 2        | 1    | 3      |
| Одбојка          | 0        | 14   | 14     |
| Пливање          | 13       | 19   | 32     |
| Рагби седам      | 0        | 12   | 12     |
| Рвање            | 7        | 5    | 12     |
| Синхроно пливање | 0        | 8    | 8      |
| Скејтбординг     | 0        | 4    | 4      |
| Скокови у воду   | 6        | 4    | 10     |
| Стреличарство    | 3        | 3    | 6      |
| Стрељаштво       | 10       | 11   | 21     |
| Спортско једрење | 6        | 7    | 13     |
| Спортско пењање  | 3        | 4    | 7      |
| Стони тенис      | 3        | 3    | 6      |
| Сурфовање        | 0        | 1    | 1      |
| Теквондо         | 2        | 4    | 6      |
| Тенис            | 1        | 6    | 7      |
| Триатлон         | 0        | 1    | 1      |
| Хокеј на трави   | 0        | 16   | 16     |
| Џудо             | 0        | 6    | 6      |
| Total            | 131      | 257  | 388    |

## Бадминтон
Мушкарци
| Athlete                  | Event   | Group stage                             | Group stage                                    | Group stage                                 | Group stage                                        | Group stage                  | Elimination                        | Quarter-final                                      | Semi-final                                       | Final / BM                                         | Final / BM      |
| Athlete                  | Event   | Opposition Score                        | Opposition Score                               | Opposition Score                            | Opposition Score                                   | Rank                         | Opposition Score                   | Opposition Score                                   | Opposition Score                                 | Opposition Score                                   | Rank            |
| ------------------------ | ------- | --------------------------------------- | ---------------------------------------------- | ------------------------------------------- | -------------------------------------------------- | ---------------------------- | ---------------------------------- | -------------------------------------------------- | ------------------------------------------------ | -------------------------------------------------- | --------------- |
| Shi Yuqi                 | Singles | Opti (SUR) · W (21–5, 21–7)             | Toti (ITA) · W (21–9, 21–10)                   | Н/Д                                         | 1 Q                                                | Bye                          | Vitidsarn (THA) · L (12–21, 10–21) | Did not advance                                    | Did not advance                                  | 8                                                  |                 |
| Li Shifeng               | Singles | Künzi (SUI) · W (21–13, 21–13)          | Opeyori (NGR) · W (21–17, 21–17)               | Н/Д                                         | 1 Q                                                | Loh (SGP) · L (21–23, 15–21) | Did not advance                    | Did not advance                                    | Did not advance                                  | Did not advance                                    |                 |
| Liang Weikeng Wang Chang | Doubles | Dong / · Yakura (CAN) · W (21–5, 21–12) | Lane / · Vendy (GBR) · W (21–18, 13–21, 21–14) | Chia / · Soh W Y (MAS) · W (24–22, 21–14)   | Н/Д                                                | 1 Q                          | Н/Д                                | Alfian (INA) / · Ardianto (INA) · W (24–22, 22–20) | Chia / · Soh W Y (MAS) · W (21–19, 15–21, 21–17) | Lee Y / · Wang C-l (TPE) · L (17–21, 21–18, 19–21) | 2               |
| Liu Yuchen Ou Xuanyi     | Doubles | Chiu / · Yuan (USA) · W (21–13, 21–14)  | Astrup / · Rasmussen (DEN) · L (15–21, 13–21)  | Hoki / · Kobayashi (JPN) · W (22–20, 21–18) | Lee Y / · Wang C-l (TPE) · L (21–17, 17–21, 22–24) | 3                            | Н/Д                                | Did not advance                                    | Did not advance                                  | Did not advance                                    | Did not advance |

Жене
| Athlete                 | Event   | Group stage                                   | Group stage                                       | Group stage                                     | Group stage | Elimination                     | Quarter-final                                | Semi-final                                      | Final / BM                            | Final / BM      |
| Athlete                 | Event   | Opposition Score                              | Opposition Score                                  | Opposition Score                                | Rank        | Opposition Score                | Opposition Score                             | Opposition Score                                | Opposition Score                      | Rank            |
| ----------------------- | ------- | --------------------------------------------- | ------------------------------------------------- | ----------------------------------------------- | ----------- | ------------------------------- | -------------------------------------------- | ----------------------------------------------- | ------------------------------------- | --------------- |
| Chen Yufei              | Singles | Li (GER) · W (21–14, 17–21, 21–9)             | Blichfeldt (DEN) · W (21–8, 19–21, 21–11)         | Н/Д                                             | 1 Q         | Bye                             | He (CHN) · L (16–21, 17–21)                  | Did not advance                                 | Did not advance                       | Did not advance |
| He Bingjiao             | Singles | Az Zahra (AZE) · W (21–8, 21–7)               | Gilmour (GBR) · W (24–22, 21–8)                   | Н/Д                                             | 1 Q         | Sindhu (IND) · W (21–19, 21–14) | Chen (CHN) · W (21–16, 21–17)                | Marín (ESP) · W (14–21, 8–10) RET               | An S-y (KOR) · L (13–21, 16–21)       | 2               |
| Chen Qingchen Jia Yifan | Doubles | Tan / · Muralitharan (MAS) · W (21–17, 22–20) | Rahayu / · Ramadhanti (INA) · W (21–12, 24–22)    | Matsumoto / · Nagahara (JPN) · W (21–16, 21–15) | 1 Q         | Н/Д                             | Stoeva / · Stoeva (BUL) · W (21–15, 21–8)    | Tan / · Thinaah (MAS) · W (21–12, 18–21, 21–15) | Liu / · Tan (CHN) · W (22–20, 21–15)  |                 |
| Liu Shengshu Tan Ning   | Doubles | A Xu / · K Xu (USA) · W (21–11, 21–14)        | Stoeva / · Stoeva (BUL) · W (19–21, 21–10, 21–16) | Yeung NT / · Yeung PL (HKG) · W (21–18, 21–15)  | 1 Q         | Н/Д                             | Baek H-n / · Lee S-h (KOR) · W (21–9, 21–13) | Matsuyama / · Shida (JPN) · W (21–16, 21–19)    | Chen / · Jia (CHN) · L (20–22, 15–21) | 2               |

Мјешовити парови
| Athlete                    | Event   | Group stage                                 | Group stage                                 | Group stage                                        | Group stage | Quarter-final                               | Semi-final                                      | Final / BM                                    | Final / BM      |
| Athlete                    | Event   | Opposition Score                            | Opposition Score                            | Opposition Score                                   | Rank        | Opposition Score                            | Opposition Score                                | Opposition Score                              | Rank            |
| -------------------------- | ------- | ------------------------------------------- | ------------------------------------------- | -------------------------------------------------- | ----------- | ------------------------------------------- | ----------------------------------------------- | --------------------------------------------- | --------------- |
| Zheng Siwei Huang Yaqiong  | Doubles | Gicquel / · Delrue (FRA) · W (21–14, 23–21) | Rivaldy / · Mentari (INA) · W (21–10, 21–3) | Kim W-h / · Jeong N-e (KOR) · W (21–13, 21–14)     | 1 Q         | Feng / · Huang Dp (CHN) · W (21–16, 21–15)  | Watanabe / · Higashino (JPN) · W (21–14, 21–15) | Kim W-h / · Jeong N-e (KOR) · W (21–8, 21–11) |                 |
| Feng Yanzhe Huang Dongping | Doubles | Chiu / · Gai (USA) · W (21–11, 21–14)       | Hee / · Tan (SGP) · W (21–13, 21–17)        | Chen TJ / · Toh EW (MAS) · L (21–17, 15–21, 16–21) | 2 Q         | Zheng / · Huang Yq (CHN) · L (16–21, 15–21) | Did not advance                                 | Did not advance                               | Did not advance |

## Бициклизам
Кинески брдски бициклисти обезбједили су по једно мјесто за мушкарце и жене у олимпијској трци у кросу освојивши златну медаљу на континенталном првенству Азије 2023.
| Такмичарр   | Дисциплина            | Вријеме | Ранк |
| ----------- | --------------------- | ------- | ---- |
| Mi Jiujiang | Men's cross-country   | –2 LAP  | 33   |
| Wu Zhifan   | Women's cross-country | 1:36:07 | 22   |

## Ватерполо
Summary
- FT – After full time.
- P – Match decided by penalty-shootout.

| Team          | Event              | Group stage        | Group stage         | Group stage      | Group stage        | Group stage | Quarterfinal     | Semifinal        | Final / BM       | Final / BM |
| Team          | Event              | Opposition Score   | Opposition Score    | Opposition Score | Opposition Score   | Rank        | Opposition Score | Opposition Score | Opposition Score | Rank       |
| ------------- | ------------------ | ------------------ | ------------------- | ---------------- | ------------------ | ----------- | ---------------- | ---------------- | ---------------- | ---------- |
| China women's | Women's tournament | Аустралија · L 5–7 | Холандија · L 11–15 | Канада · L 7–12  | Мађарска · L 11–17 | 5           | Did not advance  | Did not advance  | Did not advance  | 10         |

### Женски турир
China women's national water polo team qualified for the Olympics after winning the gold medal at the 2022 Asian Games in Hangzhou, China.
Team roster
Water polo at the 2024 Summer Olympics – Women's team rosters
Group play
Water polo at the 2024 Summer Olympics – Women's tournament
Water polo at the 2024 Summer Olympics – Women's tournament
Water polo at the 2024 Summer Olympics – Women's tournament
Water polo at the 2024 Summer Olympics – Women's tournament
Water polo at the 2024 Summer Olympics – Women's tournament

## Веслање
Кинески веслачи су се квалификовали за чамце у свакој од следећих класа кроз Свјетско првенство у веслању 2023. у Београду, Србија.
Мушкарци
| Веслач                    | Дисциплина | Најбоље вријеме | Најбоље вријеме | Репасаж | Репасаж | Полуфинале | Полуфинале | Финале  | Финале |
| Веслач                    | Дисциплина | Вријеме         | Мјесто          | Вријеме | Мјесто  | Вријеме    | Мјесто     | Вријеме | Мјесто |
| ------------------------- | ---------- | --------------- | --------------- | ------- | ------- | ---------- | ---------- | ------- | ------ |
| Лиу Жију Асилијан Суритан | Дубл скул  | 6:29.70         | 5 R             | 6:39.06 | 3 SA/B  | 6:38.82    | 5 FB       | 6:21.98 | 11     |

Жене
| Веслачица                                       | Дисциплина         | Најбоље вријеме | Најбоље вријеме | Репасаж   | Репасаж | Полуфинале | Полуфинале | Финале  | Финале |
| Веслачица                                       | Дисциплина         | Вријеме         | Мјесто          | Вријеме   | Мјесто  | Вријеме    | Мјесто     | Вријеме | Мјесто |
| ----------------------------------------------- | ------------------ | --------------- | --------------- | --------- | ------- | ---------- | ---------- | ------- | ------ |
| Лу Шију Шен Шуангмеј                            | Дубл скул          | 6:58.85         | 3 SA/B          | colspan=2 | 7:09.75 | 6 FB       | 7:00.71    | 12      |        |
| Зоу Ђиакви Квју Ксјуинг                         | Лагани дубл скул   | 7:15.03         | 5 R             | 7:42.66   | 5 FC    | colspan=2  | 7:07.55    | 13      |        |
| Чен Јунксиа Жанг Линг Лју Јанг Кју Ксјотонг     | Четвероструки скул | 6:22.29         | 3 R             | 6:28.72   | 2 FA    | Н/Д        | 6:27.08    | 6       |        |
| Zhang Shuxian Liu Xiaoxin Wang Zifeng Xu Xingye | Coxless four       | 6:49.12         | 3 R             | 6:33.60   | 2 FA    | Н/Д        | 6:36.18    | 6       |        |

Qualification Legend: FA=Final A (medal); FB=Final B (non-medal); FC=Final C (non-medal); FD=Final D (non-medal); FE=Final E (non-medal); FF=Final F (non-medal); SA/B=Semifinals A/B; SC/D=Semifinals C/D; SE/F=Semifinals E/F; QF=Quarterfinals; R=Repechage

## Гимнастика

### Умјетничка гимнастика
Кина је представила тим од пет мушких гимнастичара за Париз након што је освојила златну медаљу у тимском вишебоју на Свјетском првенству 2022. године у Ливерпулу, Велика Британија. У међувремену, пет гимнастичарки се квалификовало за Париз захваљујући резултатима као деветој најбољој екипи у вишебоју, које се још нису квалификовале на Свјетско првенство у умјетничкој гимнастици 2023. години у Антверпену, Белгија.
Мушкарци
Екипно
| Гимнастичари | Дисциплина | Квалификација | Квалификација | Квалификација | Квалификација | Квалификација | Квалификација | Квалификација | Квалификација | Завршница | Завршница | Завршница | Завршница | Завршница | Завршница | Завршница | Завршница |
| Гимнастичари | Дисциплина | Реквизити     | Реквизити     | Реквизити     | Реквизити     | Реквизити     | Реквизити     | Укупно        | Мјесто        | Реквизити | Реквизити | Реквизити | Реквизити | Реквизити | Реквизити | Укупно    | Мјесто    |
| Гимнастичари | Дисциплина | F             | PH            | R             | V             | PB            | HB            | Укупно        | Мјесто        | F         | PH        | R         | V         | PB        | HB        | Укупно    | Мјесто    |
| ------------ | ---------- | ------------- | ------------- | ------------- | ------------- | ------------- | ------------- | ------------- | ------------- | --------- | --------- | --------- | --------- | --------- | --------- | --------- | --------- |
| Зоу Ђингјуан | Екипно     | Н/Д           | 14.600        | 15.300 Q      | Н/Д           | 16.200 Q      | Н/Д           | 14.800        | 14.933        | Н/Д       | 16.000    | Н/Д       | Н/Д       | Н/Д       |           |           |           |
| Ксјао Ротенг | Екипно     | 13.666        | 14.266        |               | 14.733        | 14.800        | 13.833        | 84.898        | 4 Q           | 13.966    | 14.333    | Н/Д       | Н/Д       | Н/Д       | 14.800    | 14.733    | 13.433    |
| Лиу Јанг     | Екипно     |               | Н/Д           | 15.233 Q      | 14.100        | Н/Д           | 15.500        | Н/Д           |               |           |           |           | Н/Д       | Н/Д       |           |           |           |
| Жанг Бохенг  | Екипно     | 14.466 Q      | 14.333        | 14.666        | 14.666        | 15.333 Q      | 15.133 Q      | 88.597        | 1 Q           | 14.233    | 14.433    | 14.833    | Н/Д       | Н/Д       | 14.533    | 15.100    | 14.733    |
| Су Веиде     | Екипно     | 13.300        |               | Н/Д           |               | Н/Д           | 14.400 Q      | Н/Д           | 14.333        | Н/Д       | 12.766    | Н/Д       | Н/Д       | Н/Д       | 11.600    |           |           |
| Укупно       | Екипно     | 41.432        | 43.199        | 45.199        | 43.499        | 46.333        | 43.366        | 263.028       | 1 Q           | 42.532    | 43.566    | 45.266    | 42.099    | 45.833    | 39.766    | 259.062   | 2         |

Појединачно финале
| Гимнастичар  | Дисциплина     | Квалификација       | Квалификација       | Квалификација       | Квалификација       | Квалификација       | Квалификација       | Квалификација       | Квалификација       | Финале    | Финале    | Финале    | Финале    | Финале    | Финале    | Финале | Финале |
| Гимнастичар  | Дисциплина     | Реквизити           | Реквизити           | Реквизити           | Реквизити           | Реквизити           | Реквизити           | Укупно              | Мјесто              | Реквизити | Реквизити | Реквизити | Реквизити | Реквизити | Реквизити | Укупно | Мјесто |
| Гимнастичар  | Дисциплина     | F                   | PH                  | R                   | V                   | PB                  | HB                  | Укупно              | Мјесто              | F         | PH        | R         | V         | PB        | HB        | Укупно | Мјесто |
| ------------ | -------------- | ------------------- | ------------------- | ------------------- | ------------------- | ------------------- | ------------------- | ------------------- | ------------------- | --------- | --------- | --------- | --------- | --------- | --------- | ------ | ------ |
| Зоу Ђингјуан | Карике-кругови | Н/Д                 | 15.300              | Н/Д                 | 15.300              | 1 Q                 | Н/Д                 | 15.233              | Н/Д                 | 15.233    | 2         |           |           |           |           |        |        |
| Зоу Ђингјуан | Разбој         | Н/Д                 | 16.200              | Н/Д                 | 16.200              | 1 Q                 | Н/Д                 | 16.200              | Н/Д                 | 16.200    |           |           |           |           |           |        |        |
| Ксјао Рутенг | Вишебој        | See team results    | See team results    | See team results    | See team results    | See team results    | See team results    | See team results    | See team results    | 14.333    | 14.266    | 13.800    | 14.833    | 14.766    | 14.366    | 86.364 | 3      |
| Лиу Јанг     | Карике-кругови | Н/Д                 | 15.233              | Н/Д                 | 15.233              | 2 Q                 | Н/Д                 | 15.300              | Н/Д                 | 15.300    |           |           |           |           |           |        |        |
| Жанг Бохенг  | Вишебој        | Види резултате тима | Види резултате тима | Види резултате тима | Види резултате тима | Види резултате тима | Види резултате тима | Види резултате тима | Види резултате тима | 13.233    | 14.333    | 14.600    | 14.500    | 15.300    | 14.633    | 86.599 | 2      |
| Жанг Бохенг  | Партер         | 14.466              | Н/Д                 | 14.466              | 6 Q                 | 13.933              | Н/Д                 | 13.933              | 8                   |           |           |           |           |           |           |        |        |
| Жанг Бохенг  | Разбој         | Н/Д                 | 15.333              | Н/Д                 | 15.333              | 2 Q                 | Н/Д                 | 15.100              | Н/Д                 | 15.100    | 4         |           |           |           |           |        |        |
| Жанг Бохенг  | Вратило        | Н/Д                 | 15.133              | 15.133              | 1 Q                 | Н/Д                 | 13.966              | 13.966              | 3                   |           |           |           |           |           |           |        |        |
| Су Веиде     | Вратило        | Н/Д                 | 14.400              | 14.400              | 7 Q                 | Н/Д                 | 13.433              | 13.433              | 5                   |           |           |           |           |           |           |        |        |

;Жене
екипно
| гимнастичарка | Дисциплина | Квалификације | Квалификације | Квалификације | Квалификације | Квалификације | Квалификације | Финале    | Финале    | Финале    | Финале    | Финале  | Финале |
| гимнастичарка | Дисциплина | Ееквизити     | Ееквизити     | Ееквизити     | Ееквизити     | укупно        | Мјесто        | Реквизити | Реквизити | Реквизити | Реквизити | Укупно  | Мјесто |
| гимнастичарка | Дисциплина | V             | UB            | BB            | F             | укупно        | Мјесто        | V         | UB        | BB        | F         | Укупно  | Мјесто |
| ------------- | ---------- | ------------- | ------------- | ------------- | ------------- | ------------- | ------------- | --------- | --------- | --------- | --------- | ------- | ------ |
| Киу Кијуан    | Вишебој    | 13.233        | 15.066 Q      | 13.533        |               | 54.998        | 8 Q           | 13.133    | 14.300    | 14.600    | Н/Д       | Н/Д     | Н/Д    |
| Жоу Јаквин    | Вишебој    | 13.033        | Н/Д           | 14.866 Q      | 13.466        | Н/Д           | 12.300        | 13.200    |           |           |           | Н/Д     | Н/Д    |
| Луо Хуан      | Вишебој    | Н/Д           |               | 13.733        | Н/Д           | 13.166        | 13.933        | 13.900    | Н/Д       |           |           | Н/Д     | Н/Д    |
| Оу Јушан      | Вишебој    |               | 13.966        |               | 13.666 Q      | 53.965        | 12 Q          | Н/Д       | 12.733    |           |           | Н/Д     | Н/Д    |
| Жанг Јихан    | Вишебој    | 13.833        | 14.700 Q      | Н/Д           | 13.533        | Н/Д           | 13.700        | 14.433    | Н/Д       | 12.733    |           | Н/Д     | Н/Д    |
| Укупно        | Вишебој    | 40.099        | 43.732        | 42.132        | 40.665        | 166.628       | 3 Q           | 39.999    | 42.666    | 40.800    | 38.666    | 162.131 | 6      |

Појединачно
| Гимнастичарка | Дисцилина    | Квалификације    | Квалификације    | Квалификације    | Квалификације    | Квалификације    | Квалификације    | Финале    | Финале    | Финале    | Финале    | Финале | Финале |
| Гимнастичарка | Дисцилина    | Реквизити        | Реквизити        | Реквизити        | Реквизити        | Укупно           | Мјесто           | Реквизити | Реквизити | Реквизити | Реквизити | Укупно | Мјесто |
| Гимнастичарка | Дисцилина    | V                | UB               | BB               | F                | Укупно           | Мјесто           | V         | UB        | BB        | F         | Укупно | Мјесто |
| ------------- | ------------ | ---------------- | ---------------- | ---------------- | ---------------- | ---------------- | ---------------- | --------- | --------- | --------- | --------- | ------ | ------ |
| Qiu Qiyuan    | Вишебој      | See team results | See team results | See team results | See team results | See team results | See team results | 13.133    | 13.900    | 14.500    | 13.233    | 54.766 | 7      |
| Qiu Qiyuan    | Uneven bars  | Н/Д              | 15.066           | Н/Д              | 15.066           | 2 Q              | Н/Д              | 15.500    | Н/Д       | 15.500    | 2         |        |        |
| Zhou Yaqin    | Balance beam | Н/Д              | 14.866           | Н/Д              | 14.866           | 1 Q              | Н/Д              | 14.100    | Н/Д       | 14.100    | 2         |        |        |
| Ou Yushan     | All-around   | See team results | See team results | See team results | See team results | See team results | See team results | 12.966    | 13.966    | 14.033    | 11.933    | 52.898 | 16     |
| Ou Yushan     | Партер       | Н/Д              | 13.666           | 13.666           | 6 Q              | Н/Д              | 13.000           | 13.000    | 8         |           |           |        |        |
| Жанг Јихан    | Uneven bars  | Н/Д              | 14.700           | Н/Д              | 14.700           | 5 Q              | Н/Д              | 12.800    | Н/Д       | 12.800    | 8         |        |        |

### Ритмичка гимнастика
Кина је ушла у тим ритмичких гимнастичара на основу резултата на Свјетском првенству 2023. године у Валенсији, Шпанија.
| Гимнастичарка | Дисциплина          | Квалификација | Квалификација | Квалификација | Квалификација | Квалификација | Квалификација | Укупно     | Укупно     | Укупно     | Укупно     | Укупно  | Укупно |
| Гимнастичарка | Дисциплина          | Обруч         | Лопта         | Чуњеви        | Трака         | Укупно        | Мјесто        | Обруч      | Лопта      | Чуњеви     | Трака      | Укупно  | Мјесто |
| ------------- | ------------------- | ------------- | ------------- | ------------- | ------------- | ------------- | ------------- | ---------- | ---------- | ---------- | ---------- | ------- | ------ |
| Ванг Зилу     | Вишебој појединачно | 34.200 (6)    | 32.000 (15)   | 30.650 (13)   | 31.250 (12)   | 128.100       | 10 Q          | 35.250 (3) | 32.700 (7) | 34.300 (4) | 29.300 (9) | 131.550 | 7      |

| Гимнастичарке                                                          | Дисциплине             | Квалификације | Квалификације | Квалификације | Квалификације | Завршница   | Завршница     | Завршница | Завршница |
| Гимнастичарке                                                          | Дисциплине             | 5 реквизита   | 3+2 реквизита | Укупно        | Мјесто        | 5 реквизита | 3+2 реквизита | Укупно    | Мјесто    |
| ---------------------------------------------------------------------- | ---------------------- | ------------- | ------------- | ------------- | ------------- | ----------- | ------------- | --------- | --------- |
| Ding Xinyi Guo Qiqi Hao Ting Huang Zhangjiayang Pu Yanzhu Wang Lanjing | Вишебој екипно за жене | 35.500 (5)    | 32.400 (3)    | 67.900        | 5 Q           | 36.950 (1)  | 32.850 (3)    | 69.800    |           |

### Трамполина
Кина је квалификовала једно мјесто на Олимпијади 2024. за мушкарце и једно за жене на трамполину, док су Жу Ксуејинг, Ху Јиченг, Ванг Зисај и Јан Лангју завршили међу осам најбољих у обје дисциплине на Свјетском првенству 2023. године у Бирмингему у Уједињеном Краљевству. Кина је 2024. године остварила још двије олимпијске квоте (једну мушку и једну женску) у гимнастици на трамполину, кроз серију Свјетског купа на трамполину; када су кинески гимнастичари (мушкарци и жене) завршили у прва три мјеста олимпијског ранга у трци на трамполину, а Кина је претходно квалификовала још два гимнастичарка (мушкарац и жена), кроз коначан пласман серије Свјетског купа на трамполину 2023–2024. године.
| Гимнастичар/ка | Дисциплина | Квалификација | Квалификација | Завршница | Завршница |
| Гимнастичар/ка | Дисциплина | Бодови        | Мјесто        | Бодови    | Мјесто    |
| -------------- | ---------- | ------------- | ------------- | --------- | --------- |
| Јан Лангју     | Мушкарци   | 62.220        | 3 Q           | 60.950    | 3         |
| Ванг Зисај     | Мушкарци   | 62.230        | 2 Q           | 61.890    | 2         |
| Жу Ксуејинг    | Жене       | 56.720        | 1 Q           | 55.510    | 4         |
| Ху Јиченг      | Жене       | 56.270        | 3 Q           | 11.790    | 8         |

## Голф
Кина је пријавила четири голфера на олимпијски турнир. Yuan Yechun, Dou Zecheng, Yin Ruoning  и Lin Xiyu; сви су се квалификовали за утакмице у мушким појединачним такмичењима, на основу њихове позиције на светском рангу, кроз објављивање 60 најбољих играча на светској ранг листи ИГФ-а.
| Athlete     | Event   | Round 1 | Round 2 | Round 3 | Round 4 | Total | Total | Total |
| Athlete     | Event   | Score   | Score   | Score   | Score   | Score | Par   | Rank  |
| ----------- | ------- | ------- | ------- | ------- | ------- | ----- | ----- | ----- |
| Dou Zecheng | Men's   | 69      | 70      | 77      | 73      | 289   | +5    | 53    |
| Yuan Yechun | Men's   | 70      | 72      | 78      | 72      | 292   | +8    | 56    |
| Lin Xiyu    | Women's | 71      | 70      | 71      | 69      | 281   | −7    | 3     |
| Yin Ruoning | Women's | 72      | 65      | 75      | 72      | 284   | −4    | =10   |

## Дизање тегова
Кина је квалификовала шест дизача тегова на олимпијско такмичење. Ли Фабин (мушкарци, 61 кг), Лиу Хуанхуа (мушкарци, 102 кг), Луо Схифанг (жене, 59 кг) и Ли Венвен (жене +81 кг), обезбедили су једно од десет најбољих мјеста, свако у својој тежинској категорији на основу ИВФ квалификацијска ранг листа за Олимпијске игре.
| Athlete     | Event          | Snatch | Snatch | Clean & Jerk | Clean & Jerk | Total  | Rank |
| Athlete     | Event          | Result | Rank   | Result       | Rank         | Total  | Rank |
| ----------- | -------------- | ------ | ------ | ------------ | ------------ | ------ | ---- |
| Li Fabin    | Men's –61 kg   | 143 OR | 1      | 167          | 4            | 310    |      |
| Shi Zhiyong | Men's −73 kg   | 165    | 1      | 191          | DNF          | —      | DNF  |
| Liu Huanhua | Men's −102 kg  | 186    | 1      | 220          | 1            | 406    |      |
| Hou Zhihui  | Women's −49 kg | 89     | 2      | 117 OR       | 1            | 206    |      |
| Luo Shifang | Women's −59 kg | 107 OR | 1      | 134 OR       | 1            | 241 OR |      |
| Li Wenwen   | Women's +81 kg | 136    | 1      | 173          | 1            | 309    |      |

## Кошарка

### 5×5 basketball
Summary
| Team          | Event              | Group stage       | Group stage      | Group stage         | Group stage | Quarterfinal     | Semifinal        | Final / BM       | Final / BM |
| Team          | Event              | Opposition Score  | Opposition Score | Opposition Score    | Rank        | Opposition Score | Opposition Score | Opposition Score | Rank       |
| ------------- | ------------------ | ----------------- | ---------------- | ------------------- | ----------- | ---------------- | ---------------- | ---------------- | ---------- |
| China women's | Women's tournament | Шпанија · L 89–90 | Србија · L 59–81 | Порторико · W 80–58 | 3           | Did not advance  | Did not advance  | Did not advance  | 9          |

#### Women's tournament
The China women's national basketball team qualified for the Olympics by finishing in the top two at the 2024 Olympic Qualifying Tournaments in Xi'an.
Team roster
Basketball at the 2024 Summer Olympics – Women's team rosters
Group play
Basketball at the 2024 Summer Olympics – Women's tournament
Basketball at the 2024 Summer Olympics – Women's tournament
Basketball at the 2024 Summer Olympics – Women's tournament
Basketball at the 2024 Summer Olympics – Women's tournament

### 3×3 basketball
Summary
| Team          | Event              | Group stage         | Group stage      | Group stage          | Group stage       | Group stage         | Group stage                | Group stage                | Group stage | Play-ins                   | Semifinal        | Final / BM       | Final / BM      |
| Team          | Event              | Opposition Score    | Opposition Score | Opposition Score     | Opposition Score  | Opposition Score    | Opposition Score           | Opposition Score           | Rank        | Opposition Score           | Opposition Score | Opposition Score | Rank            |
| ------------- | ------------------ | ------------------- | ---------------- | -------------------- | ----------------- | ------------------- | -------------------------- | -------------------------- | ----------- | -------------------------- | ---------------- | ---------------- | --------------- |
| China men's   | Men's tournament   | Холандија · L 16–21 | Србија · W 21–15 | Летонија · L 8–22    | Пољска · L 17–22  | Литванија · L 16–21 | Сједињене Државе · L 17–21 | Француска · L 12–21        | 8           | Did not advance            | Did not advance  | Did not advance  | Did not advance |
| China women's | Women's tournament | Француска · W 21–19 | Канада · L 11–21 | Аустралија · L 15–21 | Шпанија · W 14–11 | Немачка · L 15–18   | Азербејџан · L 19–21       | Сједињене Државе · L 12–14 | 6 Q         | Сједињене Државе · L 13–21 | Did not advance  | Did not advance  | Did not advance |

#### Men's tournament
The Chinese men's 3x3 team qualified for the Olympics as one of the three best ranked teams in the world ranking.
Team roster
The roster was announced on 13 July.
- Lu Wenbo
- Zhang Ning
- Zhao Jiaren
- Zhu Yuanbo

Group play
Basketball at the 2024 Summer Olympics – Men's 3x3 tournament
Basketball at the 2024 Summer Olympics – Men's 3x3 tournament
Basketball at the 2024 Summer Olympics – Men's 3x3 tournament
Basketball at the 2024 Summer Olympics – Men's 3x3 tournament
Basketball at the 2024 Summer Olympics – Men's 3x3 tournament
Basketball at the 2024 Summer Olympics – Men's 3x3 tournament
Basketball at the 2024 Summer Olympics – Men's 3x3 tournament
Basketball at the 2024 Summer Olympics – Men's 3x3 tournament

#### Women's tournament
The Chinese women's 3x3 team qualified for the Olympics as one of the three best ranked teams in the world ranking.
Team roster
The roster was named on 11 July.
- Chen Mingling
- Wan Jiyuan
- Wang Lili
- Zhang Zhiting

Group play
Basketball at the 2024 Summer Olympics – Women's 3x3 tournament
Basketball at the 2024 Summer Olympics – Women's 3x3 tournament
Basketball at the 2024 Summer Olympics – Women's 3x3 tournament
Basketball at the 2024 Summer Olympics – Women's 3x3 tournament
Basketball at the 2024 Summer Olympics – Women's 3x3 tournament
Basketball at the 2024 Summer Olympics – Women's 3x3 tournament
Basketball at the 2024 Summer Olympics – Women's 3x3 tournament
Basketball at the 2024 Summer Olympics – Women's 3x3 tournament
Play-in
Basketball at the 2024 Summer Olympics – Women's 3x3 tournament

## Одбојка
| Athletes           | Event   | Preliminary round                                  | Preliminary round                            | Preliminary round                              | Preliminary round | Round of 16                                     | Quarterfinal     | Semifinal        | Final / BM       | Final / BM |
| Athletes           | Event   | Opposition Score                                   | Opposition Score                             | Opposition Score                               | Rank              | Opposition Score                                | Opposition Score | Opposition Score | Opposition Score | Rank       |
| ------------------ | ------- | -------------------------------------------------- | -------------------------------------------- | ---------------------------------------------- | ----------------- | ----------------------------------------------- | ---------------- | ---------------- | ---------------- | ---------- |
| Xia Xinyi Xue Chen | Women's | Mariafe / · Clancy (AUS) · L (20–22, 21–14, 14–16) | Bansley / · Bukovec (CAN) · W (21–15, 21–19) | Nuss / · Kloth (USA) · L (21–15, 16–21, 12–15) | 3 Q               | Böbner / · Vergé-Dépré (SUI) · L (27–29, 17–21) | Did not advance  | Did not advance  | Did not advance  | 9          |

## Пливање
Кинески пливачи су постигли стандарде за улазак у следеће догађаје за Париз 2024. (највише два пливача у оквиру Олимпијског квалификационог времена (ОСТ) и потенцијално за време разматрања Олимпијских игара (ОЦТ)):
Мушкарци
| Athlete                                                         | Event                     | Heat     | Heat  | Semifinal       | Semifinal       | Final           | Final           |
| Athlete                                                         | Event                     | Time     | Rank  | Time            | Rank            | Time            | Rank            |
| --------------------------------------------------------------- | ------------------------- | -------- | ----- | --------------- | --------------- | --------------- | --------------- |
| Pan Zhanle                                                      | 100 m freestyle           | 48.40    | 13= Q | 47.21           | 1 Q             | 46.40 WR        |                 |
| Wang Haoyu                                                      | 100 m freestyle           | 48.79    | 22    | Did not advance | Did not advance | Did not advance | Did not advance |
| Pan Zhanle                                                      | 200 m freestyle           | 1:49.47  | 22    | Did not advance | Did not advance | Did not advance | Did not advance |
| Ji Xinjie                                                       | 200 m freestyle           | 1:49.88  | 23    | Did not advance | Did not advance | Did not advance | Did not advance |
| Zhang Zhanshuo                                                  | 400 m freestyle           | 3:46.76  | 12    | Н/Д             | Н/Д             | Did not advance | Did not advance |
| Fei Liwei                                                       | 400 m freestyle           | 3:44.60  | 3 Q   | Н/Д             | Н/Д             | 3:44.24         | 6               |
| Zhang Zhanshuo                                                  | 800 m freestyle           | 7:54.44  | 21    | Н/Д             | Н/Д             | Did not advance | Did not advance |
| Fei Liwei                                                       | 800 m freestyle           | 7:47.11  | 10    | Н/Д             | Н/Д             | Did not advance | Did not advance |
| Fei Liwei                                                       | 1500 m freestyle          | 14:50.06 | 9     | Н/Д             | Н/Д             | Did not advance | Did not advance |
| Xu Jiayu                                                        | 100 m backstroke          | 53.20    | 6= Q  | 52.02           | 1 Q             | 52.32           | 2               |
| Xu Jiayu                                                        | 200 m backstroke          | DNS      | DNS   | Did not advance | Did not advance | Did not advance | Did not advance |
| Qin Haiyang                                                     | 100 m breaststroke        | 59.58    | 9 Q   | 58.93           | 2 Q             | 59.50           | 7               |
| Sun Jiajun                                                      | 100 m breaststroke        | 1:00.11  | 17    | Did not advance | Did not advance | Did not advance | Did not advance |
| Qin Haiyang                                                     | 200 m breaststroke        | 2:10.98  | 15 Q  | 2:09.96         | 10=             | Did not advance | Did not advance |
| Dong Zhihao                                                     | 200 m breaststroke        | 2:09.91  | 6 Q   | 2:08.99         | 3 Q             | 2:08.46         | 4               |
| Wang Changhao                                                   | 100 m butterfly           | 52.37    | 26    | Did not advance | Did not advance | Did not advance | Did not advance |
| Sun Jiajun                                                      | 100 m butterfly           | 51.85    | 19    | Did not advance | Did not advance | Did not advance | Did not advance |
| Niu Guangsheng                                                  | 200 m butterfly           | DNS      | DNS   | Did not advance | Did not advance | Did not advance | Did not advance |
| Wang Shun                                                       | 200 m medley              | 1:58.09  | 6 Q   | 1:56.54         | 4 Q             | 1:56.00         | 3               |
| Zhang Zhanshuo                                                  | 400 m medley              | 4:12.71  | 10    | Н/Д             | Н/Д             | Did not advance | Did not advance |
| Chen Juner Ji Xinjie Pan Zhanle Wang Haoyu                      | 4 × 100 m freestyle relay | 3:11.62  | 1 Q   | Н/Д             | Н/Д             | 3:11.28         | 4               |
| Fei Liwei Ji Xinjie Niu Guangsheng[a] Pan Zhanle Zhang Zhanshuo | 4 × 200 m freestyle relay | 7:07.72  | 6 Q   | Н/Д             | Н/Д             | 7:04.37         | 4               |
| Pan Zhanle Qin Haiyang Sun Jiajun Wang Changhao[a] Xu Jiayu     | 4 × 100 m medley relay    | 3:31.58  | 2 Q   | Н/Д             | Н/Д             | 3:27.46         |                 |

Жене
| Athlete                                                                 | Event                     | Heat     | Heat | Semifinal | Semifinal | Final           | Final           |
| Athlete                                                                 | Event                     | Time     | Rank | Time      | Rank      | Time            | Rank            |
| ----------------------------------------------------------------------- | ------------------------- | -------- | ---- | --------- | --------- | --------------- | --------------- |
| Wu Qingfeng                                                             | 50 m freestyle            | 24.57    | =8 Q | 24.40     | =7 Q      | 24.37           | 7               |
| Zhang Yufei                                                             | 50 m freestyle            | 24.54    | 6 Q  | 24.24     | 4 Q       | 24.20           | 3               |
| Yang Junxuan                                                            | 100 m freestyle           | 53.05    | 3 Q  | 52.81     | 4 Q       | 52.82           | 6               |
| Wu Qingfeng                                                             | 100 m freestyle           | 54.03    | 13 Q | 53.34     | 9         | Did not advance | Did not advance |
| Yang Junxuan                                                            | 200 m freestyle           | 1:56.83  | 9 Q  | 1:55.90   | 5 Q       | 1:55.38         | 5               |
| Li Bingjie                                                              | 200 m freestyle           | 1:56.28  | 4 Q  | 1:56.56   | 10        | Did not advance | Did not advance |
| Li Bingjie                                                              | 400 m freestyle           | 4:03.96  | 9    | Н/Д       | Н/Д       | Did not advance | Did not advance |
| Liu Yaxin                                                               | 400 m freestyle           | 4:04.39  | 10   | Н/Д       | Н/Д       | Did not advance | Did not advance |
| Li Bingjie                                                              | 800 m freestyle           | 8:27.92  | 9    | Н/Д       | Н/Д       | Did not advance | Did not advance |
| Li Bingjie                                                              | 1500 m freestyle          | 16:05.26 | 6 Q  | Н/Д       | Н/Д       | 16:01.03        | 5               |
| Gao Weizhong                                                            | 1500 m freestyle          | 16:27.11 | 13   | Н/Д       | Н/Д       | Did not advance | Did not advance |
| Wan Letian                                                              | 100 m backstroke          | 59.87    | 11 Q | 1:00.06   | 12        | Did not advance | Did not advance |
| Wang Xueer                                                              | 100 m backstroke          | 1:00.15  | 14 Q | 59.89     | 11        | Did not advance | Did not advance |
| Peng Xuwei                                                              | 200 m backstroke          | 2:08.29  | 1 Q  | 2:07.86   | 4 Q       | 2:07.96         | 6               |
| Tang Qianting                                                           | 100 m breaststroke        | 1:05.63  | 2 Q  | 1:05.83   | 4 Q       | 1:05.54         | 2               |
| Yang Chang                                                              | 100 m breaststroke        | 1:06.91  | 17 Q | 1:07.20   | 14        | Did not advance | Did not advance |
| Ye Shiwen                                                               | 200 m breaststroke        | 2:23.67  | 4 Q  | 2:23.13   | 5 Q       | 2:24.31         | 6               |
| Zhang Yufei                                                             | 100 m butterfly           | 56.50    | 1 Q  | 56.15     | 3 Q       | 56.21           | 3               |
| Zhang Yufei                                                             | 200 m butterfly           | 2:06.55  | 1 Q  | 2:06.09   | 3 Q       | 2:05.09         | 3               |
| Chen Luying                                                             | 200 m butterfly           | 2:09.31  | 11 Q | 2:08.07   | 10        | Did not advance | Did not advance |
| Yu Yiting                                                               | 200 m medley              | 2:10.28  | 2 Q  | 2:09.74   | 6 Q       | 2:08.49         | 4               |
| Ye Shiwen                                                               | 200 m medley              | 2:10.96  | 8 Q  | 2:10.45   | 10        | Did not advance | Did not advance |
| Cheng Yujie Wu Qingfeng Yang Junxuan Yu Yiting[a] Zhang Yufei           | 4 × 100 m freestyle relay | 3:34.31  | 3 Q  | Н/Д       | Н/Д       | 3:30.30 AS      | 3               |
| Ge Chutong Kong Yaqi[a] Li Bingjie Liu Yaxin Tang Muhan[a] Yang Junxuan | 4 × 200 m freestyle relay | 7:52.36  | 3 Q  | Н/Д       | Н/Д       | 7:42.34         | 3               |
| Wang Xueer Tang Qianting Yu Yiting Wu Qingfeng                          | 4 × 100 m medley relay    | 3:56.34  | 3 Q  | Н/Д       | Н/Д       | 3:53.23         | 3               |
| Xin Xin                                                                 | 10 km open water          | Н/Д      | Н/Д  | Н/Д       | Н/Д       | 2:27:02.9       | 24              |

Мјешовито
| Athlete                                       | Event                  | Heat    | Heat | Final      | Final |
| Athlete                                       | Event                  | Time    | Rank | Time       | Rank  |
| --------------------------------------------- | ---------------------- | ------- | ---- | ---------- | ----- |
| Pan Zhanle Tang Qianting Xu Jiayu Zhang Yufei | 4 × 100 m medley relay | 3:42.26 | 3 Q  | 3:37.55 AS | 2     |

a  Swimmers who participated in the heats only.

## Рагби седам
Значење
| Team          | Event              | Pool round         | Pool round          | Pool round          | Pool round | Quarterfinal       | Semifinal / Cl.                        | Final / BM / Pl.                      | Final / BM / Pl. |
| Team          | Event              | Opposition Result  | Opposition Result   | Opposition Result   | Rank       | Opposition Result  | Opposition Result                      | Opposition Result                     | Rank             |
| ------------- | ------------------ | ------------------ | ------------------- | ------------------- | ---------- | ------------------ | -------------------------------------- | ------------------------------------- | ---------------- |
| China women's | Women's tournament | Шаблон:Ru7w L 5–43 | Шаблон:Ru7w W 40–12 | Шаблон:Ru7w L 17–26 | 3 Q        | Шаблон:Ru7w L 5–55 | Classification 5–8 Шаблон:Ru7w W 19–15 | Classification 5–6 Шаблон:Ru7w L 7–21 | 6                |

## Рвање
Freestyle
| Athlete           | Event          | Round of 32       | Round of 16                  | Quarterfinal                 | Semifinal                 | Repechage               | Final / BM                    | Final / BM      |
| Athlete           | Event          | Opposition Result | Opposition Result            | Opposition Result            | Opposition Result         | Opposition Result       | Opposition Result             | Rank            |
| ----------------- | -------------- | ----------------- | ---------------------------- | ---------------------------- | ------------------------- | ----------------------- | ----------------------------- | --------------- |
| Zou Wanhao        | Men's −57 kg   | Н/Д               | Lee (USA) · L 1–3 PP         | Did not advance              | Did not advance           | Uulu (KGZ) · L 0–5 VT   | Did not advance               | Did not advance |
| Lu Feng           | Men's −74 kg   | Шаблон:Bye        | Hussen (EGY) · W 4–1 SP      | Rassadin (TJK) · L 1–3 PP    | Did not advance           | Did not advance         | Did not advance               | Did not advance |
| Habila Awusayiman | Men's −97 kg   | Н/Д               | Snyder (USA) · L 1–3 PP      | Did not advance              | Did not advance           | Did not advance         | Did not advance               | Did not advance |
| Deng Zhiwei       | Men's −125 kg  | Н/Д               | Dhesi (CAN) · L 1–3 PP       | Did not advance              | Did not advance           | Did not advance         | Did not advance               | Did not advance |
| Feng Ziqi         | Women's −50 kg | Н/Д               | Mohamed (EGY) · W 5–0 VT     | Hildebrandt (USA) · L 1–3 PP | Did not advance           | Doudou (ALG) · W 4–0 ST | Dolgorjavyn (MGL) · W 3–1 PP  | 3               |
| Pang Qianyu       | Women's −53 kg | Н/Д               | Aquino (GUM) · W 4–0 ST      | Malmgren (SWE) · W 3–1 PP    | Fujinami (JPN) · L 0–4 ST | Шаблон:Bye              | Batkhuyagiin (MGL) · W 5–0 VT | 3               |
| Hong Kexin        | Women's −57 kg | Н/Д               | Boldsaikhan (MGL) · W 3–1 PP | Adekuoroye (NGR) · W 5–0 VT  | Nichita (MDA) · L 0–5 VT  | Шаблон:Bye              | Penalber (BRA) · W 4–0 ST     | 3               |
| Zhou Feng         | Women's −68 kg | Н/Д               | Chołuj (POL) · L 1–3 PP      | Did not advance              | Did not advance           | Did not advance         | Did not advance               | Did not advance |
| Wang Juan         | Women's −76 kg | Н/Д               | Kyzy (KGZ) · L 1–3 PP        | Did not advance              | Did not advance           | Did not advance         | Did not advance               | Did not advance |

Greco-Roman
| Athlete      | Event         | Round of 32       | Round of 16               | Quarterfinals               | Semifinals              | Repechage         | Final / BM               | Final / BM      |
| Athlete      | Event         | Opposition Result | Opposition Result         | Opposition Result           | Opposition Result       | Opposition Result | Opposition Result        | Rank            |
| ------------ | ------------- | ----------------- | ------------------------- | --------------------------- | ----------------------- | ----------------- | ------------------------ | --------------- |
| Cao Liguo    | Men's −60 kg  | Шаблон:Bye        | Mohamed (EGY) · W 3–1 PP  | Rodríguez (VEN) · W 3–1 PP  | Ri S-u (PRK) · W 3–1 PP | Шаблон:Bye        | Fumita (JPN) · L 1–3 PP  | 2               |
| Qian Haitao  | Men's −87 kg  | Н/Д               | Beleniuk (UKR) · L 1–3 PP | Did not advance             | Did not advance         | Did not advance   | Did not advance          | Did not advance |
| Meng Lingzhe | Men's −130 kg | Н/Д               | Krahmer (GER) · W 3–1 PP  | Knystautas (LTU) · W 3–1 PP | Acosta (CHI) · L 1–3 PP | Шаблон:Bye        | Mohamed (EGY) · W 3–1 PP | 3               |

## Скејтбординг
| Athlete      | Event          | Qualification | Qualification | Final           | Final           |
| Athlete      | Event          | Score         | Rank          | Score           | Rank            |
| ------------ | -------------- | ------------- | ------------- | --------------- | --------------- |
| Zheng Haohao | Women's park   | 63.19         | 18            | Did not advance | Did not advance |
| Cui Chenxi   | Women's street | 254.34        | 3 Q           | 241.56          | 4               |
| Zeng Wenhui  | Women's street | 223.49        | 12            | Did not advance | Did not advance |
| Zhu Yuanling | Women's street | 234.82        | 9             | Did not advance | Did not advance |

## Спортско једрење
Elimination events
| Athlete      | Event                | Opening series | Opening series | Opening series | Opening series | Opening series | Opening series | Opening series                          | Opening series                          | Opening series                          | Opening series                          | Opening series                          | Opening series                          | Opening series                          | Opening series                          | Opening series | Opening series | Quarterfinal    | Semifinal       | Semifinal       | Semifinal       | Semifinal       | Semifinal       | Semifinal       | Semifinal       | Semifinal       | Final           | Final           | Final           | Final           | Final           | Final           | Final           | Final |
| Athlete      | Event                | 1              | 2              | 3              | 4              | 5              | 6              | 7                                       | 8                                       | 9                                       | 10                                      | 11                                      | 12                                      | 13                                      | 14                                      | Net points     | Rank           | Rank            | 1               | 2               | 3               | 4               | 5               | 6               | Total           | Rank            | 1               | 2               | 3               | 4               | 5               | 6               | Total           | Rank  |
| ------------ | -------------------- | -------------- | -------------- | -------------- | -------------- | -------------- | -------------- | --------------------------------------- | --------------------------------------- | --------------------------------------- | --------------------------------------- | --------------------------------------- | --------------------------------------- | --------------------------------------- | --------------------------------------- | -------------- | -------------- | --------------- | --------------- | --------------- | --------------- | --------------- | --------------- | --------------- | --------------- | --------------- | --------------- | --------------- | --------------- | --------------- | --------------- | --------------- | --------------- | ----- |
| Huang Jingye | Men's IQFoil         | 7              | 11             |                | 16             | 22             | 17             | 6                                       | 20                                      |                                         | 23                                      | 17                                      | 18                                      | 14                                      | Н/Д                                     | 171            | 19             | Did not advance | Did not advance | Did not advance | Did not advance | Did not advance | Did not advance | Did not advance | Did not advance | Did not advance | Did not advance | Did not advance | Did not advance | Did not advance | Did not advance | Did not advance | Did not advance | 19    |
| Huang Qibin  | Men's Formula Kite   | 6              |                | 4              | 5              |                | 13             | 6                                       | Cancelled due to inadequate wind speeds | Cancelled due to inadequate wind speeds | Cancelled due to inadequate wind speeds | Cancelled due to inadequate wind speeds | Cancelled due to inadequate wind speeds | Cancelled due to inadequate wind speeds | Cancelled due to inadequate wind speeds | 34             | 10 Q           | Н/Д             | 4               | 4 SCP           | Н/Д             | Н/Д             | Н/Д             | Н/Д             | 0               | 4               | Did not advance | Did not advance | Did not advance | Did not advance | Did not advance | Did not advance | Did not advance | 8     |
| Yan Zheng    | Women's IQFoil       | 2              |                | 11             |                | 3              | 2              | 17                                      | 17                                      | 18                                      | 11                                      | 16                                      | 7                                       | 1                                       | 5                                       | 110            | 10 Q           | 1               | 4               | Н/Д             | Н/Д             | Н/Д             | Н/Д             | Н/Д             | Н/Д             | 4               | Did not advance | Did not advance | Did not advance | Did not advance | Did not advance | Did not advance | Did not advance | 5     |
| Chen Jingyue | Women's Formula Kite | 20             | 14             | 9              | 8              | 16             |                | Cancelled due to inadequate wind speeds | Cancelled due to inadequate wind speeds | Cancelled due to inadequate wind speeds | Cancelled due to inadequate wind speeds | Cancelled due to inadequate wind speeds | Cancelled due to inadequate wind speeds | Cancelled due to inadequate wind speeds | Cancelled due to inadequate wind speeds | 67             | 15             | Did not advance | Did not advance | Did not advance | Did not advance | Did not advance | Did not advance | Did not advance | Did not advance | Did not advance | Did not advance | Did not advance | Did not advance | Did not advance | Did not advance | Did not advance | Did not advance | 15    |

Medal race events
| Athlete                 | Event          | Race | Race | Race | Race | Race | Race | Race | Race | Race | Race | Race | Race | Race | Net points | Final rank |
| Athlete                 | Event          | 1    | 2    | 3    | 4    | 5    | 6    | 7    | 8    | 9    | 10   | 11   | 12   | M*   | Net points | Final rank |
| ----------------------- | -------------- | ---- | ---- | ---- | ---- | ---- | ---- | ---- | ---- | ---- | ---- | ---- | ---- | ---- | ---------- | ---------- |
| Wen Zaiding Liu Tian    | Men's 49er     | 4    | 10   | 15   | 7    | 6    | 15   | 13   | 14   | 5    | 15.5 |      | 14.5 | EL   | 119        | 13         |
| Gu Min                  | Women's ILCA 6 | 2    | 8    | 8    |      | 19   | 31   | 28   | 25   | 13   | C    | Н/Д  | Н/Д  | EL   | 134        | 19         |
| Hu Xiaoyu Shan Mengyuan | Women's 49erFX | 16   | 10   | 17   | 6    | 13   | 16   | 18   | 15   | 15   | 17   | 17   |      | EL   | 160        | 20         |
| Xu Ming Tu Yahan        | Mixed 470      | 4    | 15   | 11   | 11   | 15   | 14   |      | 16   | C    | C    | Н/Д  | Н/Д  | EL   | 86         | 17         |
| Mai Huicong Chen Linlin | Mixed Nacra 17 | 7    | 14   | 15   | 12   | 14   | 13   |      | 10   | 10   | 16   | 18   | 1    | EL   | 130        | 14         |

M = Medal race; EL = Eliminated – did not advance into the medal race; C = Cancelled

## Спортско пењање
Boulder & lead combined
| Athlete       | Event   | Qualification | Qualification | Qualification | Qualification | Qualification | Qualification | Final           | Final           | Final           | Final           | Final           | Final           |
| Athlete       | Event   | Boulder       | Boulder       | Lead          | Lead          | Total         | Rank          | Boulder         | Boulder         | Lead            | Lead            | Total           | Rank            |
| Athlete       | Event   | Result        | Rank          | Result        | Rank          | Total         | Rank          | Result          | Rank            | Result          | Rank            | Total           | Rank            |
| ------------- | ------- | ------------- | ------------- | ------------- | ------------- | ------------- | ------------- | --------------- | --------------- | --------------- | --------------- | --------------- | --------------- |
| Pan Yufei     | Men's   | 29.0          | 13            | 30.1          | 10            | 59.1          | 12            | Did not advance | Did not advance | Did not advance | Did not advance | Did not advance | Did not advance |
| Zhang Yuetong | Women's | 29.7          | 15            | 68.0          | 6             | 97.7          | 13            | Did not advance | Did not advance | Did not advance | Did not advance | Did not advance | Did not advance |
| Luo Zhilu     | Women's | 63.6          | 9             | 48.1          | 13            | 111.7         | 10            | Did not advance | Did not advance | Did not advance | Did not advance | Did not advance | Did not advance |

Speed
| Athlete     | Event   | Qualification | Qualification | Qualification                | Quarterfinals                 | Semifinals                       | Final / BM                   | Final / BM |
| Athlete     | Event   | Seeding       | Seeding       | Elimination                  | Opposition Time               | Opposition Time                  | Opposition Time              | Rank       |
| Athlete     | Event   | Time          | Rank          | Opposition Time              | Opposition Time               | Opposition Time                  | Opposition Time              | Rank       |
| ----------- | ------- | ------------- | ------------- | ---------------------------- | ----------------------------- | -------------------------------- | ---------------------------- | ---------- |
| Long Jinbao | Men's   | 5.29          | 11 Q          | Zurloni (ITA) · 5.18–5.06    | Did not advance               | Did not advance                  | Did not advance              | 11         |
| Wu Peng     | Men's   | 5.01          | 5 Q           | Shin E-c (KOR) · Q 5.00–7.24 | Zurloni (ITA) · W 4.995–4.997 | Watson (USA) · W 4.85–4.93       | Leonardo (INA) · L 4.77–4.75 | 2          |
| Deng Lijuan | Women's | 6.40          | 5 Q           | Viglione (FRA) · Q 6.48–6.86 | Dewi (INA) · W 6.363–6.369    | Sallsabillah (INA) · W 6.38–6.41 | Mirosław (POL) · L 6.18–6.10 | 2          |
| Zhou Yafei  | Women's | 6.389         | 4 Q           | Colli (ITA) · Q 6.55–6.84    | Kałucka (POL) · L 6.58–6.49   | Did not advance                  | Did not advance              | 7          |

## Стони тенис
Кина је ушла на Игре са пуним тимом стонотенисерке и стонотенисерке, захваљујући резултатима за златне медаље на Азијском првенству 2023. у Пјонгчангу, Јужна Кореја. Нације су ушле и у један мјешовити пар кроз додјелу коначне свјетске ранг-листе.
Категорија мушкарци
| Athlete                          | Event   | Preliminary       | Round of 64             | Round of 32             | Round of 16       | Quarterfinals          | Semifinals             | Final / BM              | Final / BM      |
| Athlete                          | Event   | Opposition Result | Opposition Result       | Opposition Result       | Opposition Result | Opposition Result      | Opposition Result      | Opposition Result       | Rank            |
| -------------------------------- | ------- | ----------------- | ----------------------- | ----------------------- | ----------------- | ---------------------- | ---------------------- | ----------------------- | --------------- |
| Wang Chuqin                      | Singles | Шаблон:Bye        | Wang Y (SVK) · W 4–1    | Möregårdh (SWE) · L 2–4 | Did not advance   | Did not advance        | Did not advance        | Did not advance         | Did not advance |
| Fan Zhendong                     | Singles | Шаблон:Bye        | Zhmudenko (UKR) · W 4–0 | Wong (HKG) · W 4–1      | Jha (USA) · W 4–0 | Harimoto (JPN) · W 4–3 | F Lebrun (FRA) · W 4–0 | Möregårdh (SWE) · W 4–1 |                 |
| Fan Zhendong Ma Long Wang Chuqin | Team    | Н/Д               | Н/Д                     | Н/Д                     | Индија · W 3–0    | Јужна Кореја · W 3–0   | Француска · W 3–0      | Шведска · W 3–0         |                 |

категорија жене
| Athlete                          | Event   | Preliminary       | Round of 64               | Round of 32             | Round of 16           | Quarterfinals           | Semifinals             | Final / BM         | Final / BM |
| Athlete                          | Event   | Opposition Result | Opposition Result         | Opposition Result       | Opposition Result     | Opposition Result       | Opposition Result      | Opposition Result  | Rank       |
| -------------------------------- | ------- | ----------------- | ------------------------- | ----------------------- | --------------------- | ----------------------- | ---------------------- | ------------------ | ---------- |
| Sun Yingsha                      | Singles | Шаблон:Bye        | G Takahashi (BRA) · W 4–0 | Ni (LUX) · W 4–0        | Akula (IND) · W 4–0   | Cheng (TPE) · W 4–0     | Hayata (JPN) · W 4–0   | Chen (CHN) · L 2–4 | 2          |
| Chen Meng                        | Singles | Шаблон:Bye        | Loghraibi (ALG) · W 4–0   | Bergström (SWE) · W 4–1 | Eerland (NED) · W 4–1 | Polcanova (AUT) · W 4–0 | Shin Y-b (KOR) · W 4–0 | Sun (CHN) · W 4–2  |            |
| Chen Meng Sun Yingsha Wang Manyu | Team    | Н/Д               | Н/Д                       | Н/Д                     | Египат · W 3–0        | Кинески Тајпеј · W 3–0  | Јужна Кореја · W 3–0   | Јапан · W 3–0      |            |

Категорија мјешовити парови
| Athlete                 | Event   | Round of 16                       | Quarterfinals              | Semifinals                         | Final / BM                       | Final / BM |
| Athlete                 | Event   | Opposition Result                 | Opposition Result          | Opposition Result                  | Opposition Result                | Rank       |
| ----------------------- | ------- | --------------------------------- | -------------------------- | ---------------------------------- | -------------------------------- | ---------- |
| Wang Chuqin Sun Yingsha | Doubles | O Assar / · Meshref (EGY) · W 4–0 | Lin / · Chen (TPE) · W 4–2 | Lim J-h / · Shin Y-b (KOR) · W 4–2 | Ri J-s / · Kim K-y (PRK) · W 4–2 |            |

## Стреличарство
Кина је представила цијели тим стреличара, сваки да се такмичи у својим родним дисциплинама у појединачном и тимском понављању. Сви су се квалификовали за игре на основу резултата на Азијским играма 2022. у Хангџоуу; Финални тимски квалификациони турнир 2024. у Анталији, Турска; и кроз свјетску ранг листу.

## Стрељаштво
Men
| Athlete     | Event                  | Qualification | Qualification | Final           | Final           |
| Athlete     | Event                  | Points        | Rank          | Points          | Rank            |
| ----------- | ---------------------- | ------------- | ------------- | --------------- | --------------- |
| Sheng Lihao | 10 m air rifle         | 631.7         | 1 Q           | 252.2 OR        |                 |
| Du Linshu   | 10 m air rifle         | 625.0         | 41            | Did not advance | Did not advance |
| Liu Yukun   | 50 m rifle 3 positions | 594-38x QOR   | 1 Q           | 463.6           |                 |
| Du Linshu   | 50 m rifle 3 positions | 588-33x       | 16            | Did not advance | Did not advance |
| Xie Yu      | 10 m air pistol        | 579-16x       | 6 Q           | 240.9           |                 |
| Zhang Bowen | 10 m air pistol        | 573-21x       | 19            | Did not advance | Did not advance |
| Li Yuehong  | 25 m rapid fire pistol | 588-30x       | 1 Q           | 32              |                 |
| Wang Xinjie | 25 m rapid fire pistol | 587-24x       | 2 Q           | 23              | 3               |
| Qi Ying     | Trap                   | 123 (+7)      | 1 Q           | 44              | 2               |
| Yu Haicheng | Trap                   | 122 (+6)      | 8             | Did not advance | Did not advance |
| Lyu Jianlin | Skeet                  | 118           | 17            | Did not advance | Did not advance |

Women
| Athlete        | Event                  | Qualification | Qualification | Final            | Final           |
| Athlete        | Event                  | Points        | Rank          | Points           | Rank            |
| -------------- | ---------------------- | ------------- | ------------- | ---------------- | --------------- |
| Han Jiayu      | 10 m air rifle         | 628.1         | 16            | Did not advance  | Did not advance |
| Huang Yuting   | 10 m air rifle         | 632.6         | 4 Q           | 251.8 (+10.3) OR | 2               |
| Zhang Qiongyue | 50 m rifle 3 positions | 593-40x QOR   | 2 Q           | 452.9            | 3               |
| Han Jiayu      | 50 m rifle 3 positions | 578-26x       | 27            | Did not advance  | Did not advance |
| Jiang Ranxin   | 10 m air pistol        | 577-13x       | 8 Q           | 156.5            | 6               |
| Li Xue         | 10 m air pistol        | 577-23x       | 6 Q           | 178.2            | 5               |
| Zhao Nan       | 25 m pistol            | 586-19x       | 5 Q           | 23               | 5               |
| Liang Xiaoya   | 25 m pistol            | 584-23x       | 9             | Did not advance  | Did not advance |
| Wu Cuicui      | Trap                   | 122 (+0+0)    | 5 Q           | 17               | 6               |
| Zhang Xinqiu   | Trap                   | 121 (+1)      | 7             | Did not advance  | Did not advance |
| Wei Meng       | Skeet                  | 118           | 13            | Did not advance  | Did not advance |
| Jiang Yiting   | Skeet                  | 119           | 10            | Did not advance  | Did not advance |

Mixed
| Athlete                  | Event                | Qualification | Qualification | Final                                 | Final           |
| Athlete                  | Event                | Points        | Rank          | Opposition Result                     | Rank            |
| ------------------------ | -------------------- | ------------- | ------------- | ------------------------------------- | --------------- |
| Huang Yuting Sheng Lihao | 10 m air rifle team  | 632.2         | 1 QG          | Keum J-h / · Park H-j (KOR) · W 16–12 |                 |
| Han Jiayu Du Linshu      | 10 m air rifle team  | 628.5         | 8             | Did not advance                       | Did not advance |
| Jiang Ranxin Xie Yu      | 10 m air pistol team | 576-20x       | 8             | Did not advance                       | Did not advance |
| Li Xue Zhang Bowen       | 10 m air pistol team | 578-19x       | 5             | Did not advance                       | Did not advance |
| Jiang Yiting Lyu Jianlin | Skeet team           | 146           | 3 QB          | Chauhan / · Naruka (IND) · W 44–43    | 3               |

## Сурфовање
Кинески сурфери потврдили су једну квоту за Тахити 2024. Јанг Сићи се квалификовао за игре на ИСА свјетским сурф играма 2024. у Аресибу, Порторико, чиме је Кина дебитовала у том спорту.
| Athlete   | Event              | Round 1 | Round 1 | Round 2                     | Round 3                   | Quarterfinal      | Semifinal         | Final / BM        | Final / BM      |
| Athlete   | Event              | Score   | Rank    | Opposition Result           | Opposition Result         | Opposition Result | Opposition Result | Opposition Result | Rank            |
| --------- | ------------------ | ------- | ------- | --------------------------- | ------------------------- | ----------------- | ----------------- | ----------------- | --------------- |
| Yang Siqi | Women's shortboard | 5.40    | 3 R2    | Aguirre (PER) · W 8.67–4.50 | Marks (USA) · L 1.63–6.93 | Did not advance   | Did not advance   | Did not advance   | Did not advance |

Qualification legend: R3 - Qualifies to elimination rounds; R2 - Qualifies to repechage round

## Теквондо
Кина је квалификовала шест спортиста за такмичење на играма. Четири спортиста су се квалификовала за Париз 2024. на основу тога што су завршили међу првих пет на олимпијској ранг листи у својој дивизији и завршили на првом мјесту на ранг листи гренд слем серија. У међувремену, Сонг Џаокианг се квалификовао за игре, након што је побједио у полуфиналним рундама у својој класи, на Азијском квалификационом турниру 2024. у Тајану.
| Athlete        | Event          | Round of 16              | Quarterfinals          | Semifinals               | Repechage         | Final / BM                   | Final / BM      |
| Athlete        | Event          | Opposition Result        | Opposition Result      | Opposition Result        | Opposition Result | Opposition Result            | Rank            |
| -------------- | -------------- | ------------------------ | ---------------------- | ------------------------ | ----------------- | ---------------------------- | --------------- |
| Liang Yushuai  | Men's −68 kg   | Józsa (HUN) · W 2–1      | Rashitov (UZB) · L 0–2 | Did not advance          | Lo (HKG) · W 2–0  | Sinden (GBR) · W             | 3               |
| Song Zhaoxiang | Men's +80 kg   | Healy (USA) · L 1–2      | Did not advance        | Did not advance          | Did not advance   | Did not advance              | Did not advance |
| Guo Qing       | Women's −49 kg | Pouryounes (EOR) · W 2–0 | Dinçel (TUR) · W 2–0   | Nematzadeh (IRI) · W 2–0 | Шаблон:Bye        | Wongpattanakit (THA) · L 1–2 | 2               |
| Luo Zongshi    | Women's −57 kg | Atora (GAB) · W 2–0      | Pacheco (BRA) · W 2–1  | Kim Y-j (KOR) · L 1–2    | Шаблон:Bye        | Kimia (BUL) · L 1–2          | 5               |
| Song Jie       | Women's −67 kg | Anyanacho (NGR) · W 2–0  | Al-Sadeq (JOR) · W 2–1 | Perišić (SRB) · L 0–2    | Шаблон:Bye        | Teachout (USA) · L 0–2       | 5               |
| Zhou Zeqi      | Women's +67 kg | Jahl (AUT) · W 2–0       | Lee D-b (KOR) · L 1–2  | Did not advance          | Did not advance   | Did not advance              | Did not advance |

## Тенис
Кина је на Олимпијски турнир пријавила два тенисера. Зханг Зхизхен и Кинвен Зхенг су обезбедили директан пласман освојивши мушке и женске титуле у појединачној конкуренцији на Азијским играма 2022. у Хангџоуу, Кина.
Касније су се Куан Куе, Ванг Ксиниу и Ванг Ксииу квалификовале на ВТА ранг листи, као и Џанг Схуаи и Џенг Сајсај у конкуренцији дублова путем комбинованог рангирања.
| Athlete                  | Event           | Round of 64                              | Round of 32                                         | Round of 16                                            | Quarterfinal                                   | Semifinal                                       | Final / BM               | Final / BM      |
| Athlete                  | Event           | Opposition Result                        | Opposition Result                                   | Opposition Result                                      | Opposition Result                              | Opposition Result                               | Opposition Result        | Rank            |
| ------------------------ | --------------- | ---------------------------------------- | --------------------------------------------------- | ------------------------------------------------------ | ---------------------------------------------- | ----------------------------------------------- | ------------------------ | --------------- |
| Zhang Zhizhen            | Men's singles   | Macháč (CZE) · L 2–6, 6–4, 2–6           | Did not advance                                     | Did not advance                                        | Did not advance                                | Did not advance                                 | Did not advance          | Did not advance |
| Zheng Qinwen             | Women's singles | Errani (ITA) · W 6–0, 6–0                | Rus (NED) · W 6–2, 6–4                              | Navarro (USA) · W 6–7(7–9), 7–6(7–4), 6–1              | Kerber (GER) · W 6–7(4–7), 6–4, 7–6(8–6)       | Świątek (POL) · W 6–2, 7–5                      | Vekić (CRO) · W 6–2, 6–3 |                 |
| Yuan Yue                 | Women's singles | Alexandrova (AIN) · W 7–5, 6–7(0–7), 6–2 | Sakkari (GRE) · L 2–6, 1–6                          | Did not advance                                        | Did not advance                                | Did not advance                                 | Did not advance          | Did not advance |
| Wang Xinyu               | Women's singles | Korpatsch (GER) · W 6–2, 6–1             | Krejčíková (CZE) · L 3–6, 2–6                       | Did not advance                                        | Did not advance                                | Did not advance                                 | Did not advance          | Did not advance |
| Wang Xiyu                | Women's singles | Nosková (CZE) · W 6–3, 6–3               | Shnaider (AIN) · W 6–3, 6–1                         | Świątek (POL) · L 3–6, 4–6                             | Did not advance                                | Did not advance                                 | Did not advance          | Did not advance |
| Yuan Yue Zhang Shuai     | Women's doubles | Н/Д                                      | Haddad Maia / · Stefani (BRA) · L 4–6, 4–6          | Did not advance                                        | Did not advance                                | Did not advance                                 | Did not advance          | Did not advance |
| Wang Xinyu Zheng Saisai  | Women's doubles | Н/Д                                      | L Kichenok / · N Kichenok (UKR) · L 1–6, 4–6        | Did not advance                                        | Did not advance                                | Did not advance                                 | Did not advance          | Did not advance |
| Wang Xinyu Zhang Zhizhen | Mixed doubles   | Н/Д                                      | Stefani / · Seyboth Wild (BRA) · W 3–6, 6–3, [10–8] | Perez / · Ebden (AUS) · W 6–7(8–10), 7–6(10–8), [10–5] | Schuurs / · Koolhof (NED) · W 2–6, 6–4, [10–4] | Siniaková / · Macháč (CZE) · L 2–6, 7–5, [8–10] | 2                        |                 |

## Триатлон
Кина је пријавила једну триатлонку у триатлону за Париз, након објављивања коначне појединачне квалификацијске ранг листе за Олимпијске игре.
Индивидуално
| Athlete   | Event   | Time          | Time    | Time         | Time    | Time        | Time    | Rank |
| Athlete   | Event   | Swim (1.5 km) | Trans 1 | Bike (40 km) | Trans 2 | Run (10 km) | Total   | Rank |
| --------- | ------- | ------------- | ------- | ------------ | ------- | ----------- | ------- | ---- |
| Lin Xinyu | Women's | 23:38         | 0:55    | 58:18        | 0:32    | 37:27       | 2:00:50 | 28   |

## Хокеј на трави
Summary
Key:
- FT – After full-time.
- P – Match decided by penalty-shootout.

| Team          | Event              | Group stage      | Group stage      | Group stage      | Group stage      | Group stage      | Group stage | Quarterfinal     | Semifinal                  | Final / GM                 | Final / GM |
| Team          | Event              | Opposition Score | Opposition Score | Opposition Score | Opposition Score | Opposition Score | Rank        | Opposition Score | Opposition Score           | Opposition Score           | Rank       |
| ------------- | ------------------ | ---------------- | ---------------- | ---------------- | ---------------- | ---------------- | ----------- | ---------------- | -------------------------- | -------------------------- | ---------- |
| China women's | Women's tournament | Шаблон:Fhw L 1–2 | Шаблон:Fhw W 5–0 | Шаблон:Fhw L 0–3 | Шаблон:Fhw L 2–4 | Шаблон:Fhw W 7–1 | 4 Q         | Шаблон:Fhw W 3–2 | Шаблон:Fhw W 1–1 (3–2 pso) | Шаблон:Fhw L 1–1 (1–3 pso) | 2          |

### Women's tournament
China women's national field hockey team qualified for the Olympics after winning the gold medal at the 2022 Asian Games in Hangzhou, China.
Team roster
Field hockey at the 2024 Summer Olympics – Women's team squads
Group play
Field hockey at the 2024 Summer Olympics – Women's tournament
Field hockey at the 2024 Summer Olympics – Women's tournament
Field hockey at the 2024 Summer Olympics – Women's tournament
Field hockey at the 2024 Summer Olympics – Women's tournament
Field hockey at the 2024 Summer Olympics – Women's tournament
Field hockey at the 2024 Summer Olympics – Women's tournament
Quarterfinal
Field hockey at the 2024 Summer Olympics – Women's tournament
Semifinal
Field hockey at the 2024 Summer Olympics – Women's tournament
Gold medal game
Field hockey at the 2024 Summer Olympics – Women's tournament

## Џудо
Кина је квалификовала шест џудиста преко МЏФ свјетске ранг листе и континенталних квота у Азији.
| Џудока       | Дисциплина  | Коло 64 так.       | Коло 32 так.                | Коло 16 так                                                                            | Четвртфинале              | Полуфинале         | Репасаж                      | Final / БМ               | Final / БМ        |
| Џудока       | Дисциплина  | Противник Резултат | Противник Резултат          | Противник Резултат                                                                     | Противник Резултат        | Противник Резултат | Противник Резултат           | Противник Резултат       | Мјесто            |
| ------------ | ----------- | ------------------ | --------------------------- | -------------------------------------------------------------------------------------- | ------------------------- | ------------------ | ---------------------------- | ------------------------ | ----------------- |
| Гуо Зонгјинг | Жене −48 kg | Н/Д                | Лаборде (USA) · ИЗГ 00–10   | Није се пласирала                                                                      | Није се пласирала         | Није се пласирала  | Није се пласирала            | Није се пласирала        | Није се пласирала |
| Жу Јеквинг   | Жене −52 kg | Н/Д                | Хорлудој (UAE) · ИЗГ 00–10  | Није се пласирала                                                                      | Није се пласирала         | Није се пласирала  | Није се пласирала            | Није се пласирала        | Није се пласирала |
| Кај Кви      | Жене −57 kg | Н/Д                | Pardayeva (TKM) · ИЗГ 00–10 | Did not advance                                                                        | Did not advance           | Did not advance    | Did not advance              | Did not advance          | Did not advance   |
| Танг Ђинг    | Жене −63 kg | Н/Д                | Ватанабе (PHI) · ПОБ 10–00  | Фазлију (KOS) · ИЗГ 00–10                                                              | Није се пласирала         | Није се пласирала  | Није се пласирала            | Није се пласирала        | Није се пласирала |
| Ма Женжао    | Жене −78 kg | Н/Д                |                             | Јун Х-ђ (KOR) · ПОБ 10–01                                                              | Сампајо (POR) · ИЗГ 00–10 | Н/Д                | Литвиненко (UKR) · ПОБ 10–00 | Вагнер (GER) · ПОБ 01–00 | 3                 |
| Ксу Шијан    | Жене +78 kg | Н/Д                |                             | Lua грешка in Модул:Country_alias at line 202: Invalid country alias: Јапан. ИЗГ 00–01 | Није се пласирала         | Није се пласирала  | Није се пласирала            | Није се пласирала        | Није се пласирала |